# カッサータ

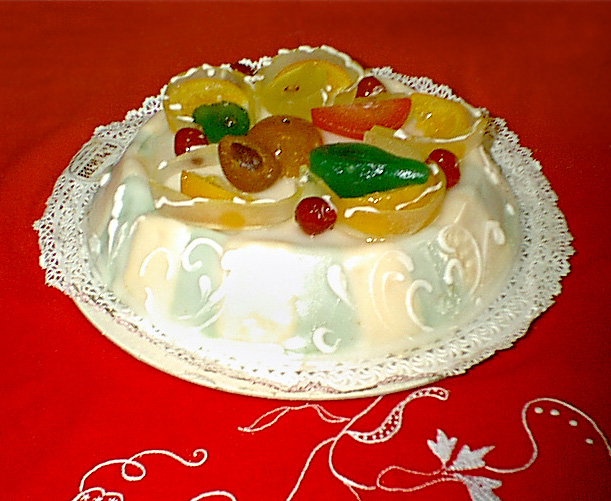
カッサータの一種

カッサータ (イタリア語: cassata) またはカッサータ・シチリアーナ (イタリア語: cassata siciliana) は、シチリアの伝統的な料理であるシチリア料理のスイーツである。果汁かリキュールで湿らせたスポンジケーキに、カンノーロの中身にも使われるリコッタチーズと果物の砂糖漬けを重ねたものである。これにマジパンの殻をかぶせ、ピンクか緑色のアイシングを行って、デコレーションしたものである。
果物の砂糖漬けやドライフルーツ、ナッツを混ぜたナポリタンアイスクリームのことをカッサータと言う場合もある。

## 起源
カッサータは、イスラム制度下であった頃の10世紀のパレルモが起源であると信じられている。アラビア語のal-qaššāṭīは、アラビア語で「カッサータを作る者」を意味し、1178年にコルレオーネで初めて言及された。カッサータの語源であるアラビア語のqas'ahは、ケーキを成型するのに用いるボウルを意味する。
歴史家のジョン・ディッキーは、シチリア語のcassataは、よく言われるようにアラビア語でボウルを意味するqashatah由来ではなく、「チーズの調合」を意味するcaseataという言葉に由来するとした。ディッキーによると、カッサータは17世紀末までデザートではなく、18世紀までは現在のような縞模様はなかった。また彼は「カッサータは、そのルーツが中世イスラムにあるという主張に基づいた作られた伝統であり、他の多くの地域の伝統的な食べ物も古くなっている」ということを見出した。

## バリエーション
伝統的な丸形ではなく、長方形や正方形、箱型に作られるものもある。「箱」はイタリア語でcassaと言うが、カッサータの語源にはなっていないと考えられる。
カターニア県で良く作られるCassata Cataneseはパイに似ており、上面と下面のパイ皮の間にリコッタを挟んでオーブンで焼く。
Cassatella di Sant'Agataも似たデザートであるが、上に砂糖漬けのサクランボを乗せてしばしば緑色のマジパンで飾り、より小さく一人前の大きさに作る。口語で「処女の胸」を意味するMinni di Verginiと呼ばれる。これは、カターニアでシチリアのアガタの祭のために作られる。
カッサータを作る際にチーズの層をジェラートの層に変えて、アイスクリームケーキのようにすることもできる。メッシーナのレシピは、パレルモのものよりも甘くない。このスイーツに着想を得たカッサータ味のアイスクリームもある。

### アメリカ合衆国
オハイオ州北東部、特にクリーヴランド周辺では、スポンジケーキをシロップかラム酒に浸し、イチゴとカスタードを重ね、ホイップクリームで覆ったケーキをカッサータケーキと呼ぶ。このケーキは、1920年代にクリーヴランドのラ・プーマ・スプモーニ&ベーカリー (LaPuma Spumoni & Bakery) で初めて登場した。オーナーの子供達は、リコッタ、チョコレートチップ、砂糖漬けの果物から作る伝統的なカッサータを好きでなかった。トマッソ・ラ・プーマは、ベーカリーにあった材料を使って、今日では「クリーブランドカッサータケーキ」として知られるケーキを作った。現在は5代目が経営するこのベーカリーは、街の東郊外に移転しており、この地域に多くある他のイタリアンベーカリーとともに、今でもこのレシピのケーキを作っている。
オレゴン州ポートランドでは、この地域で1軒のレストランでしか提供されておらず、ケーキをコーヒーリキュールとエスプレッソに浸したものを指す。カルーアとエスプレッソ、甘いリコッタとほろ苦い削りチョコレートを用いる。このタイプでは他の多くのタイプと異なり果物は用いず、その代わり太平洋岸北西部で知られるより苦いコーヒーの風味をつける。

### インド
インドでは、ナポリタンアイスクリームに似た層状のアイスクリームをカッサータと言う。通常、ピスタチオ、バニラ、イチゴの3つの味で、スポンジケーキの上に乗せて、刻んだナッツを飾る。

## ギャラリー

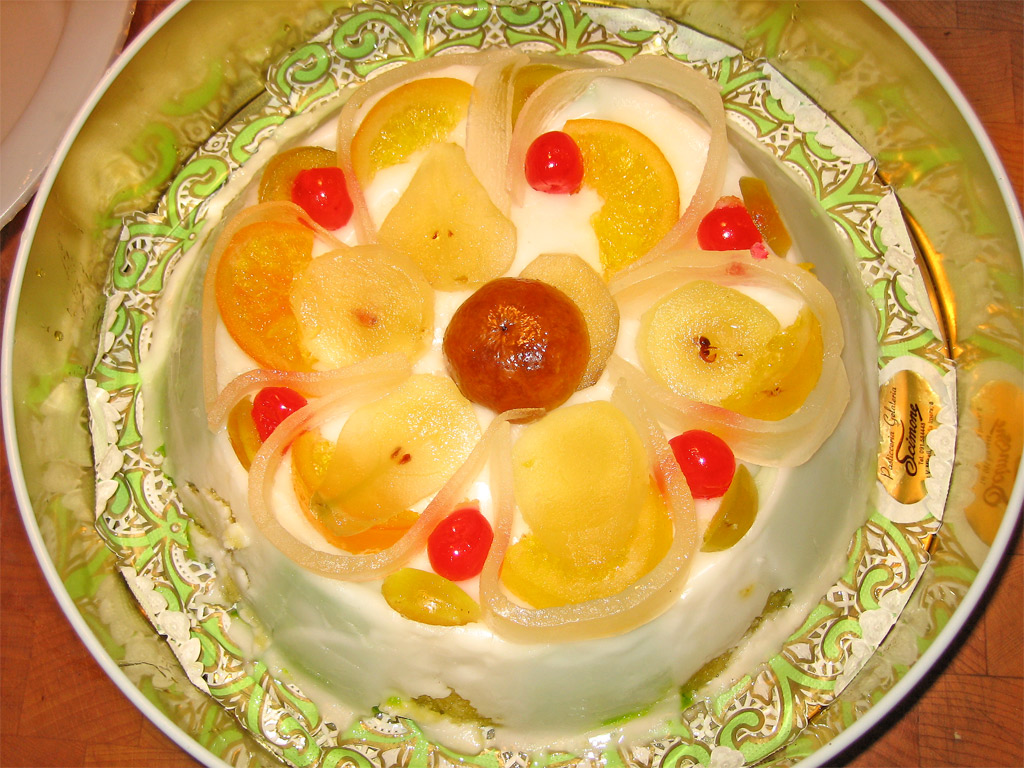
カッサータ・シチリアーナ（上から見た図）
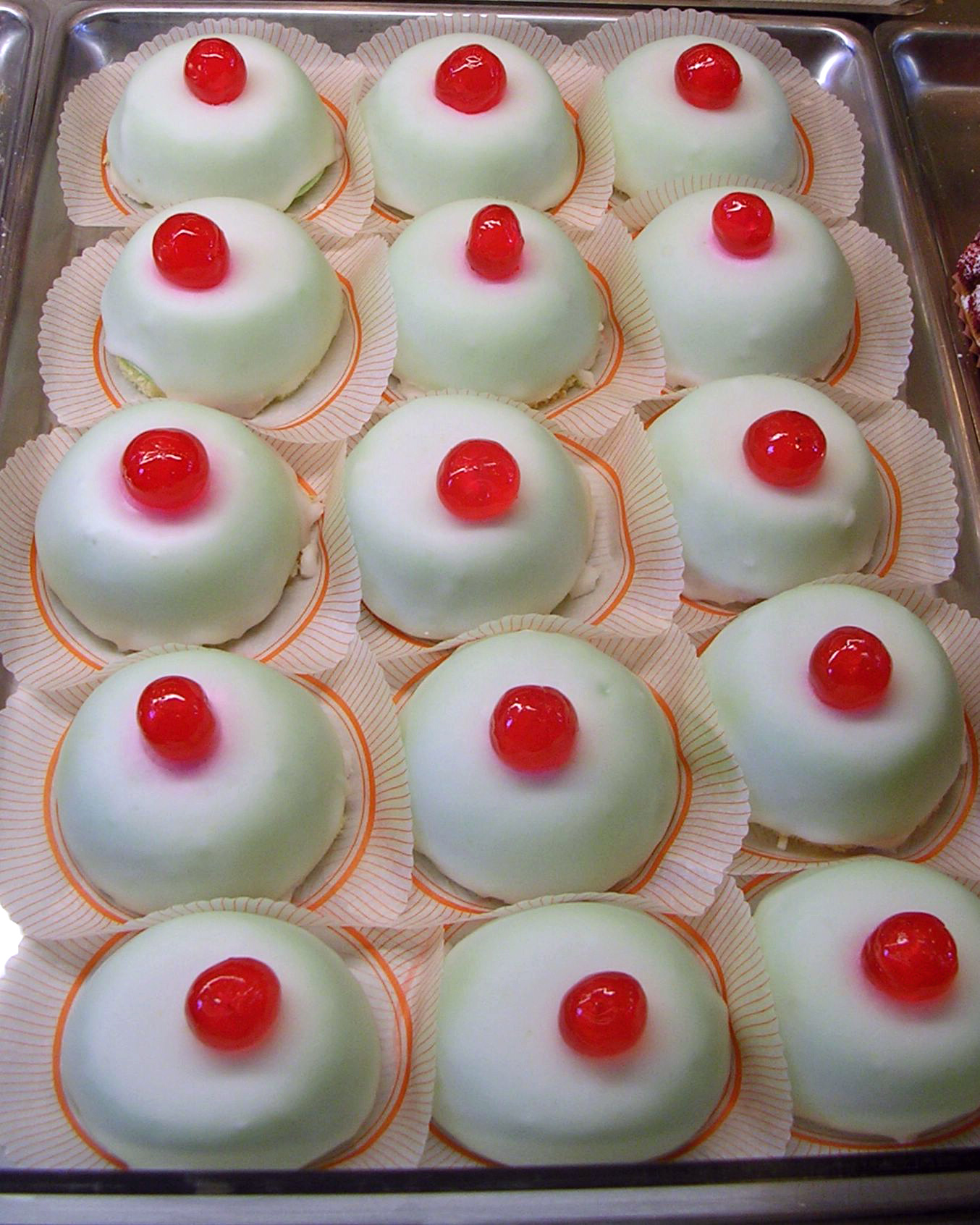
聖アガタのカッサータ（Cassatelle di sant'Agata）